# Kiernan Shipka
Kiernan Brennan Shipka (* 10. listopadu 1999 Chicago, Illinois, USA) je americká herečka. Její nejznámější rolí je Sally Draper v seriálu Šílenci z Manhattanu a také namluvila Jinoru v animovaném seriálu Legenda Korry televize Nickelodeon. Aktuálně hraje roli Lou Simms v Swimming With Sharks.

## Životopis
Narodila se v Chicagu do rodiny realitního agenta Johna Younga Shipky a jeho manželky Erin Ann (za svobodna Brennan). Od pěti let začala chodit na kurzy tance. Její rodina se přestěhovala do Los Angeles, když jí bylo šest let, aby podpořili její hereckou kariéru.
Jako svou inspiraci uvádí Grace Kelly.

## Kariéra
Již v útlém věku se objevila jako modelka v tištěné reklamě. Spolu s kolegy ze seriálu Šílenci z Manhattanu získala v letech 2008 a 2009 cenu Screen Actors Guild Award za nejlepší výkon v obsazení dramatického seriálu.
Sama za sebe získala mnoho nominací a cen za účinkování v seriálu Šílenci z Manhattanu. K její nominaci na cenu Emmy v kategorii nejlepší hostující herečka v dramatickém seriálu, americký kritik Dale Roe uvedl: „Tato desetiletá herečka byla tak dojemná jako problematická Sally Draper v minulé sérii, že se zdá divné, že se z ní stala pouze vedlejší role. Pokud její práce v další sérii, kde se bude vypořádávat s rozvodem svých rodičů a s bouřlivými šedesátými léty, zůstane stejně úžasná, tak by tuto cenu mohla získat.“ Z původního postu hostující hvězdy se od čtvrté série až do závěrečné sedmé stala jednou z klíčových postav seriálu. Roli získala po dvou konkurzech.
V roce 2014 byla časopisem Time jmenována jako jedna z „25 nejvlivnějších dospívajících roku 2014“. V roce 2017 si zahrála B.D. Hyman, dceru Bette Davis v seriálu Zlá krev. V roce 2018 byla obsazena do hlavní role Sabriny Spellman v seriálu v seriálu Sabrinina děsivá dobrodružství. První řada měla premiéru dne 26. října 2018

## Filmografie

### Film
| Rok  | Název                                   | Role                   | Poznámky                |
| ---- | --------------------------------------- | ---------------------- | ----------------------- |
| 2007 | Dimension                               | Molly                  |                         |
| 2008 | Zvláštní škola                          | Sarah                  |                         |
| 2009 | A Rag Doll Story                        | Dívka                  | Krátký film             |
| 2009 | Země ztracených                         | Tar Pits Kid           | Neuvedena v titulcích   |
| 2009 | Přenašeči                               | Jodie                  |                         |
| 2009 | Váš dům, náš hrad                       | Tammy Tawber           |                         |
| 2010 | Jako kočky a psi: Pomsta prohnané Kitty | Malá holčička          |                         |
| 2010 | The Ryan and Randi Show                 | Lala La Lala           | Krátký film             |
| 2010 | Squeaky Clean                           | Emily                  | Krátký film             |
| 2012 | The Empty Room                          | Juliet                 | Krátký film             |
| 2013 | Very Good Girls                         | Eleanor                |                         |
| 2013 | We Rise Like Smoke                      | Young Kyler            | Krátký film             |
| 2014 | The Edge of the Woods                   | Alice                  | Krátký film             |
| 2015 | One & Two                               | Eva                    |                         |
| 2015 | When Marnie Was There                   | Marnie                 | Dabing anglického znění |
| 2015 | Fan Girl                                | Telulah Farrow         |                         |
| 2015 | The Blackcoat's Daughter                | Kat                    |                         |
| 2019 | Potichu                                 | Ally Andrews           |                         |
| 2019 | Sněží, sněží...                         | Angie                  |                         |
| 2022 | Wildflower                              | Bea Johnson            |                         |
| 2023 | Naprostý zabiják                        | Jamie Hughes / Colette |                         |
| 2024 | Sekáč                                   | Carrie Anne Camera     | cameo                   |

### Televize
| Rok        | Název                          | Role                            | Poznámky                      |
| ---------- | ------------------------------ | ------------------------------- | ----------------------------- |
| 2006       | Můj přítel Monk                | malá dívka                      | 2 díly                        |
| 2006       | The Angriest Man in Suburbia   | Lola                            | Televizní film                |
| 2007       | Cory in the House              | Sophiina spolužačka             | díl: „Mall of Confusion"      |
| 2007       | MADtv                          | Naštvané dítě                   | díl: „Madtv Ruined My Life"   |
| 2007       | Hrdinové                       | Malá dívka v ohni               | díl: „Čtyři měsíce předtím"   |
| 2007–09    | Jimmy Kimmel Live!             | Různé role                      | 6 dílů                        |
| 2007–2015  | Šílenci z Manhattanu           | Sally Draper                    | hlavní role, 64 dílů          |
| 2011       | Smooch                         | Zoe Cole                        | Televizní film                |
| 2012       | Mrcha odvedle                  | Kiernan Shipka                  | díl: „Chloe a zodpovědnost"   |
| 2012–2014  | Legenda Korry                  | Jinora (hlas)                   | 25 dílů                       |
| 2013, 2015 | Sofie První: Plovoucí zámek    | Oona (hlas)                     | 3 díly                        |
| 2014       | Květiny v podkroví             | Cathy Dollanganger              | Televizní film                |
| 2015       | Unbreakable Kimmy Schmidt      | Kymmi                           | díl: „Kimmy Has A Birthday!"  |
| 2015       | Project Runway                 | Sama sebe                       | díl: „Fashion Flip"           |
| 2017       | Zlá krev                       | B. D. Hyman                     | 5 dílů                        |
| 2017       | Americký táta                  | studentka (hlas)                | díl: „The Witches of Langley“ |
| 2017       | Griffinovi                     | zpívající roztleskávačka (hlas) | díl: „The Peter Principal“    |
| 2017       | Neo Yokio                      | Helenist (hlas)                 | díl: „O, the Helenists“       |
| 2018–2020  | Sabrinina děsivá dobrodružství | Sabrina Spellman                | hlavní role                   |
| 2023       | Instalatéři z Bílého domu      | Kevan Hunt                      | minisérie                     |

### Videohry
| Rok  | Název                     | Hlas                      |
| ---- | ------------------------- | ------------------------- |
| 2014 | Legenda Korry             | Jinora                    |
| 2016 | Marvel Avengers Academy   | Jessica Drew/Spider-Woman |
| 2025 | Call of Duty: Black Ops 7 | Emma Kagan                |